# Neoconocephalus scudderii
Neoconocephalus scudderii is een rechtvleugelig insect uit de familie sabelsprinkhanen (Tettigoniidae). De wetenschappelijke naam van deze soort is voor het eerst geldig gepubliceerd in 1881 door Bolívar.